# Braeden Lemasters
Braeden Matthew Lemasters (Warren, Ohio, 27 de enero de 1996) es un actor, músico y cantante estadounidense. Comenzó su carrera como actor infantil, recibiendo reconocimiento por su papel de Albert Tranelli en la serie de comedia dramática de TNT Men of a Certain Age desde 2009 hasta 2011. Ha aparecido como invitado en varias series de televisión como Criminal Minds, ER, House, Grey's Anatomy y The Romanoffs de Amazon Prime Video. También es el guitarrista principal y cantante de la banda estadounidense de rock alternativo Wallows.
En el cine, Lemasters ha aparecido en la película de suspenso The Stepfather (2009), la película de comedia romántica Easy A (2010), la película de comedia familiar A Christmas Story 2 (2012) y la película de terror Totem (2017).

## Biografía
Braeden Matthew Lemasters nació en Warren, Ohio, siendo hijo de Dave y Michelle Lemasters. Tiene un hermano mayor llamado Austin. A los nueve años, su familia se trasladó a Santa Clarita, California, con el objetivo de apoyar su interés en la actuación. Desde temprana edad, Lemasters desarrolló un amor por la música, influenciado por bandas como The Beatles y Arctic Monkeys. Aprendió a tocar la guitarra y durante su etapa en la escuela secundaria, se unió a la banda The Feaver junto a sus amigos y futuros compañeros de Wallows, Cole Preston y Dylan Minnette.

## Carrera

#### Actuación
Lemasters dio sus primeros pasos en la actuación a la edad de 9 años, asumiendo el papel de Frankie en un episodio de Six Feet Under en 2005. Al año siguiente, en 2006, cautivó a la audiencia con su interpretación de un niño con síndrome de autismo en la serie médica dramática House. Desde entonces, ha desempeñado roles secundarios en aclamadas series como Criminal Minds, ER y The Closer. En 2007, amplió su repertorio al interpretar a Jacob Marshall-LaHaye en la película de televisión dramática cristiana Love's Unending Legacy, que le valió su primera nominación al Premio Artista Joven. Ese mismo año, participó en producciones como Sacrifices of the Heart, Life, Grey's Anatomy y Wainy Days.
A partir de 2009, Lemasters se destacó al interpretar a Albert Tranelli en la serie de TNT Men of a Certain Age. Su actuación le valió varios premios y nominaciones, entre ellos un Premio Peabody y una nominación al Premio Artista Joven a la Mejor Actuación en una Serie de TV. Permaneció en el programa durante dos temporadas hasta su conclusión en 2011. Además, tuvo un papel secundario en la nueva versión de 2009 de The Stepfather.
En 2010, Lemasters destacó en la película de comedia romántica adolescente Easy A, asumiendo el papel del joven Todd, versión juvenil del personaje interpretado por Penn Badgley. Al año siguiente, asumió el icónico papel de Ralphie Parker en la secuela de A Christmas Story.
De 2013 a 2014, desempeñó el papel de Victor McAllister en la serie de ABC Betrayal. Al año siguiente, protagonizó la película de comedia de terror RL Stine's Monsterville: Cabinet of Souls, compartiendo escenas con Dove Cameron y Tiffany Espensen. Basada en la novela de RL Stine del mismo nombre, la película cautivó al público con su intrigante trama.
En 2017, Lemasters interpretó a Trevor en la segunda temporada de la serie T@gged,repitiendo su papel en la tercera temporada. Luego, en 2018, protagonizó el drama de comedia y aventuras Flock of Four, donde encarnó a Joey Grover, un talentoso pianista aficionado de la década de 1950 en Pasadena.

### Música
Además de su carrera como actor, Lemasters también se desempeña como cantante y guitarrista principal en la banda Wallows, junto a Cole Preston en la batería y Dylan Minnette como cantante y guitarrista. En 2010, la banda ganó el concurso Battle Of The Bands, auspiciado por la estación de radio KYSR, y participó en el Vans Warped Tour de 2011. Desde entonces, han deleitado a audiencias en reconocidos locales de Los Ángeles, como el Teatro Roxy y Whisky a Go Go.
La banda dio inicio a su carrera musical lanzando canciones de forma independiente en abril de 2017, debutando con «Pleaser», la cual alcanzó el segundo puesto en la lista Spotify Global Viral 50.
En 2018, Wallows aseguró un contrato con Atlantic Records, marcando un importante hito en su carrera. Su EP debut bajo este sello, Spring, incluyó los exitosos sencillos «Pictures of Girls» y «These Days». La banda tuvo el honor de interpretar «Pictures of Girls» en The Late Late Show con James Corden el 8 de mayo de 2018. Luego, en 2019, lanzaron su esperado álbum de estudio debut, Nothing Happens, que contó con el éxito del sencillo «Are You Bored Yet?». En 2020, presentaron su segundo EP, Remote, consolidando aún más su reputación en la industria musical. Finalmente, en marzo de 2022, lanzaron su segundo álbum titulado Tell Me That It's Over.

## Filmografía
| Año  | Título              | Personaje              | Nota                    |
| ---- | ------------------- | ---------------------- | ----------------------- |
| 2008 | Beautiful Loser     | Jake                   |                         |
| 2009 | The Stepfather      | Sean Harding           |                         |
| 2010 | Easy A              | 8th Grade Todd         |                         |
| 2012 | A Christmas Story 2 | Ralph "Ralphie" Parker | Directamente para video |
| 2017 | Totem               | Todd                   |                         |
| 2018 | Flock of Four       | Joey Grover            |                         |

### Televisión
| Año       | Título                                      | Rol               | Notas                                                           |
| --------- | ------------------------------------------- | ----------------- | --------------------------------------------------------------- |
| 2005      | Six Feet Under                              | Frankie           | Episodio: "Eat a Peach"                                         |
| 2006      | Criminal Minds                              | Eric Fisher       | Episodio: "Poison"                                              |
| 2006      | ER                                          | Sean              | Episodio: "The Gallant Hero and the Tragic Victor"              |
| 2006      | The Closer                                  | Charlie Hubbard   | Episodio: "Blue Blood"                                          |
| 2006      | House                                       | Adam              | Episodio: "Lines in the Sand"                                   |
| 2007      | Sacrifices of the Heart                     | Young Ryan        | Película TV                                                     |
| 2007      | Love's Unending Legacy                      | Jacob Marshall    | Película TV                                                     |
| 2007      | Life                                        | Tyler Hawley      | Piloto                                                          |
| 2007      | Grey's Anatomy                              | Brian             | Episodio: "Physical Attraction... Chemical Reaction"            |
| 2007      | Wainy Days                                  | Young David       | 2 episodios                                                     |
| 2008      | Law & Order: Special Victims Unit           | David Zelinsky    | Episodio: "Unorthodox"                                          |
| 2008      | Eli Stone                                   | Brian Swain       | Episodio: "Father Figure"                                       |
| 2008      | Ghost Whisperer                             | Michael Wilkins   | Episodio: "Stranglehold"                                        |
| 2008      | Saving Grace                                | Tommy Ward        | Episodio: "It's a Fierce, White-Hot, Mighty Love"               |
| 2008      | Cold Case                                   | Seth Lundgren '69 | Episodio: "One Small Step"                                      |
| 2008      | Chasing a Dream                             | Cam               | Película TV                                                     |
| 2009      | NCIS                                        | Noah Taffet       | Episodio: "Hide and Seek"                                       |
| 2009 2011 | Men of a Certain Age                        | Albert            |                                                                 |
| 2009 2011 | The Haney Project                           | Ray               | Episodio: "Mental Breakdown"                                    |
| 2009 2011 | R.L. Stine's The Haunting Hour              | Rob               | Episodio: "The Hole"                                            |
| 2012      | Wedding Band                                | Shane             | Episodio: "Get Down on It"                                      |
| 2013 2014 | Betrayal                                    | Victor McAllister | 13 episodios                                                    |
| 2015      | R.L. Stine's Monsterville: Cabinet of Souls | Kellen            | Película TV                                                     |
| 2016      | 11.22.63                                    | Mike Coslaw       | 2 episodios                                                     |
| 2016      | The Price Is Right                          | Himself           | 1 episodio                                                      |
| 2017 2018 | T@gged                                      | Trevor            | 17 episodios: recurrente (temporada 2), principal (temporada 3) |
| 2017 2018 | The Romanoffs                               | Andrew            | Episodio: "The Royal We"                                        |
| 2018 2019 | The Late Late Show with James Corden        | él mismo          | Actuando junto a su banda Wallows                               |
| 2018 2019 | The Tonight Show Starring Jimmy Fallon      | él mismo          | Actuando junto a su banda Wallows                               |
| 2020      | Jimmy Kimmel Live!                          | él mismo          | Actuando junto a su banda Wallows                               |

## Premios y nominaciones
| Año  | Premio             | Categoría                                                                                      | Trabajo                           | Resultado | Refs   |
| ---- | ------------------ | ---------------------------------------------------------------------------------------------- | --------------------------------- | --------- | ------ |
| 2008 | CAMIE Awards       | Televisión: hecho para películas para televisión                                               | Love's Unending Legacy            | Ganador   |        |
| 2008 | Young Artist Award | Mejor Actuación en una Película para Televisión, Miniserie o Especial - Actor Joven de Reparto | Love's Unending Legacy            | Nominado  | [ 16 ] |
| 2009 | Young Artist Award | Mejor actuación en una serie de televisión - Invitado protagonizado por el joven actor         | Law & Order: Special Victims Unit | Nominado  | [ 17 ] |
| 2011 | Young Artist Award | Mejor Actuación en una Serie de TV (Comedia o Drama) - Actor Joven de Reparto                  | Men of a Certain Age              | Nominado  | [ 18 ] |
| 2011 | Peabody Awards     | —                                                                                              | Men of a Certain Age              | Ganador   | [ 19 ] |